# Музей «Філікі Етерія»
Музей «Філікі Етерія» (з грецьк. Спілка друзів) — історико-краєзнавчий музей, що розташований в Одесі, Україна.

## Будівля музею
Музей розташований в будівлях Одеси за адресами Красний провулок № 16-20.

## Історія

### Передумови
У вересні 1814 році була створена національна таємна організація греками під назвою Філікі Етерія в місті Одеса, Одеське градоначальництво, Херсонська губернія, Російська імперія. Греки готувалися до боротьби за незалежність і пов'язали історію міста Одеса з історією національного відродження Греції.

### Заснування
У 1979 році Музей «Філікі Етерія» був відкритий в Одеському історико-краєзнавчому музеї. Завдяки грецьким організаціям стало можливим перенесення Музею на його історичне місце. У вересні 1994 року в Одесі в будівлях, що раніше належали грекам, за адресою Красний провулок № 16-20 було урочисто відкрито Філію Грецького Фонду Культури. Музей «Філікі Етерія» створено Грецьким Фондом Культури у співпраці з Одеським історико-краєзнавчим музеєм, що надав низку експонатів.

## Експозиція
Музейну експозицію представляють чотири тематичні розділи: перший — діяльність грецької колонії в Одесі в дореволюційний період, другий і третій — історія створення, устрою й діяльності Філікі Етерії та її членів до і під час грецької революції, а четвертий — зал музею етнографічного характеру зі справжніми предметами побуту, які відтворюють інтер'єр будинку Григорія Маразлі в першій половині XIX столітті.